# The Gift (album de John Zorn)
Pour les articles homonymes, voir The Gift.
The Gift est un album de John Zorn paru sur le label Tzadik en 2001. C'est le troisième volume de la série Music Romance, mais à la différence des deux premiers, Music for Children et Taboo and Exile, il est homogène au niveau musical (surf, exotica, easy listening, world beat) et au niveau des musiciens : un groupe de cinq musiciens est présent tout au long du cd, avec des invités sur 4 pièces. C'est ce groupe qui, augmenté de Kenny Wollesen, deviendra The Dreamers à partir du disque du même nom.

## Titres
| 1.    | Makahaa              | 5:18 |
| 2.    | The Quiet Surf       | 3:15 |
| 3.    | Samarkan             | 6:39 |
| 4.    | Train To Thiensan    | 3:52 |
| 5.    | Snake Catcher        | 6:30 |
| 6.    | Mao's Moon           | 5:17 |
| 7.    | Cutting Stone        | 7:08 |
| 8.    | La Flor Del Barrio   | 3:10 |
| 9.    | Bridge To The Beyond | 5:30 |
| 10.   | Makahaa (Reprise)    | 4:20 |
| 50:59 |                      |      |

## Personnel
- Cyro Baptista - percussions (1-7, 9, 10)
- Joey Baron - batterie (3, 4, 6, 8, 10)
- Trevor Dunn - basse (1-5, 8-10)
- Marc Ribot - guitare (2, 5, 7, 9)
- Jamie Saft - piano, orgue, claviers (1-7, 10)

avec
- Jennifer Choi - violon (2, 6)
- Greg Cohen - basse (6)
- Dave Douglas - trompette (6)
- Mike Patton - voix (9)
- Raman Ramakishna - violoncelle (6)
- Masumi Rostad - alto (6)
- Ned Rothenberg - shakuhachi (3)
- John Zorn - piano, theremin (9)